# Взрив
Взрив или експлозия се нарича внезапно и драстично увеличаване на обем и освобождаване на енергия, обикновено съпроводени с високи температури и отделяне на газове. Експлозиите предизвикват ударни вълни, като първата се дължи на отделените при изгарянето на взривното вещество газове и зависи от диаметъра му, а втората се поражда от изместения от първата въздух. Първата се нарича понякога контактен взрив и се използва при взривно рязане или уплътняване на метали с взрив и изобщо разрушителни работи. Параметри на взрив за оценка на действието му са бризантност и фугасност.

## Произход
По произхода на отделената енергия взривовете се делят на химически, атомни, ядрени, електрически (например гръмотевица) и други. Химическият взрив във въздуха се отличава от горенето по това, че процесът на отделяне на енергията протича много бързо, поради което е съпроводен с образуването на ударна вълна. Взривното горене на взривното вещество има детонационен характер, тоест въвличането на нови порции взривно вещество в химическата реакция се случва на фронта на ударната вълна (а не чрез топлопроводимост и дифузия, както е при бързото горене – например фойерверките не се взривяват, а всъщност горят бързо). Оттук следва, че при химически взрив, съпровождан от екзотермична окислителна реакция (горене), изгарящото вещество и окислителят трябва да бъдат смесени, иначе скоростта на реакцията ще бъде ограничена от скоростта на доставяне на окислителя, а този процес като правило има дифузен характер. Например, природният газ гори бавно в горелките на кухненските печки, защото кислородът попада бавно в областта на горене по пътя на дифузията. Обаче, ако газът се смеси с въздух, той се взривява и от малка искра. Черният барут се състои от механическа смес от горивно вещество (дървени въглища, сяра) и окислител (селитра). Високоефективните взривни вещества често съдържат кислород в състава на собствените си молекули. При получаване на достатъчно енергия (активираща енергия) от такава молекула, тя самопроизволно се разлага на гориво и окислител, които изгарят. Подобни свойства притежават молекулите на тринитроглицерина (глицеролов тринитрат, от който се приготвя динамит), тринитротолуола (тротил) и други.

## Свойства на взривовете

### Сила
Експлозивна сила се освобождава в посока, перпендикулярна на повърхността на експлозива. Ако граната избухне във въздуха, посоката на взрива е 360°. От друга страна, при снарядите с кумулативен ефект взривните сили се фокусират така, че да създадат по-голям локален ефект.

### Скорост
Скоростта на реакцията е това, което различава експлозивната реакция от обикновена реакция на горене. Освен ако реакцията не настъпва много бързо, топлинно разширяващите се газове ще се разсейват умерено в околната среда без голяма разлика в налягането, тоест няма да настъпи взрив. Например, при горенето на горски пожар нито топлообменът, нито газообразуването се освобождават достатъчно бързо, за да нарасне внезапна разлика в налягането, която да причини взрив.

### Еволюция на топлината
Генерирането на топлина в голямо количество придружава повечето взривни химични реакции. Изключенията се наричат ентропични взривове и включват органични пероксиди като ацетонов пероксид. Именно бързото освобождаване на топлинната кара газовите продукти на повечето взривни реакции да се разширят и да създадат високо налягане. Това бързо създаване на газове под високо налягане представлява взрива. Освобождаването на топлина с недостатъчна топлина не може да доведе до взрив.
Когато химично съединение се образува от съставните си части, топлината може да се абсорбира или да се освобождава. Количеството абсорбирана или отдадена топлина по време на трансформация се нарича топлинен ефект. Топлинните ефекти за твърди тела и газове, които участват във взривни реакции, се определят при температура 25 °C и атмосферно налягане и обикновено се дават в килоджаули на грам-молекула. Положителната стойност показва, че топлината се поглъща (абсорбира) по време на образуване на съединението (еднотермична реакция). При взривните технологии само материали, които са екзотермични (имат отрицателна стойност на топлинния ефект), представляват интерес. Топлината на реакцията се измерва при условия на постоянно налягане и обем. Именно тази топлина на реакцията може да бъде наричана „топлина на взрива“.

### Започване на реакцията
Химичният експлозив е съединение или смес, която при прилагане на топлина или удар се разлага или пренарежда с изключителна бързина, произвеждайки голямо количество газове и топлина. Много вещества, които обикновено не се класифицират като експлозиви, могат да произведат едното или и двете от тези неща.
Реакцията трябва да може да се започне чрез прилагане на удар, топлина или катализатор (в случаите на някои взривни химични реакции) към малка пропорция от масата на експлозивния материал. Материал, при който присъстват тези три фактора, не може да се счита за експлозив, освен ако реакцията не може да се осъществи, когато е необходимо.

### Фрагментация
Фрагментацията е натрупването и изстрелването на частици в резултат на високоексплозивна детонация. Фрагментите могат да част от структура, като например касета. Високоскоростните фрагменти под нисък ъгъл могат да изминат стотици или хиляди метри с достатъчно енергия за да взривят околни високоексплозивни предмети, да наранят или убият хора, или да повредят превозни средства или сгради.

## Известни взривове
Сред най-известните взривове по света са атомните взривове в Хирошима и Нагасаки по време на Втората световна война. Така наречената Цар бомба представлява най-мощният взрив в историята, причинен от хора. Една от най-мощните експлозии, възникнали преди разработването на ядреното оръжие, е химическият взрив в Халифакс през 1917 г.
Най-мощните познати взривове във вселената са взривовете на свръхновите звезди.